# Isaac Cuende
Isaac Manuel Cuende Landa (Santander, 7 de octubre de 1930 - ibidem, 6 de octubre de 2015) fue un poeta, dramaturgo, actor y director de escena español y una de las personalidades más destacadas de la vida cultural y la creación de Cantabria de la segunda mitad del siglo XX. En julio de 2016, la Universidad de Cantabria creó el Premio de Teatro Breve Isaac Cuende.

## Biografía
Nació en la calle Alta de Santander. Fue el mayor de tres hermanos en una familia que convivía con los abuelos maternos. El incendio de la ciudad en 1941 fue para él un acontecimiento crucial que acabó con el negocio familiar, una barbería propiedad del abuelo, y acentuó la precariedad económica de la posguerra. Para Isaac, sin embargo, todavía adolescente, significó un tiempo de libertad y aprendizaje en el que se tropezó por primera vez con la poesía: un libro encontrado entre los escombros, las Prosas Profanas de Rubén Darío, le abrieron el camino hacia su vocación.
A punto de acabar el bachillerato abandonó el Instituto Santa Clara y entró en la Compañía del Ferrocarril Cantábrico, donde trabajó hasta principios de los años sesenta. Su inquietud vital le llevó hacia terrenos diversos, llegando a probar los toros y el boxeo. En el año 1964 empezó a trabajar en la Hoja del Lunes desempeñando distintas funciones, permaneciendo allí hasta la desaparición del periódico en 1984. A partir de este momento se dedica enteramente a la creación, desarrollando fundamentalmente su actividad en Cantabria, con un pequeño paréntesis en Alicante.
En 1955 se casa con Milagros Pérez, con la que tendrá tres hijos: Milagros, Marta e Isaac. En 1987 se traslada a vivir a Alicante con su segunda pareja, Mercedes Veci y la hija de ambos, Rebeca. En 1989 regresa a Santander con su nueva compañera, Rosa Gil.

## Actividad creativa
En plena dictadura franquista emprende diversas iniciativas para estimular el ambiente cultural de la ciudad: las performances y los recitales de poemas propios y ajenos serán, desde los años setenta, una de sus constantes manifestaciones artísticas. En 1971, a raíz de la publicación del libro Poemas en carne viva, firmado junto a Jesús G. de Diego, fueron acusados ambos autores de injurias a la Guardia Civil y se les formó un Consejo de guerra.
En 1977, con Rafael Gutiérrez Colomer  y José Ramón Saiz Viadero funda el grupo poético Cuévano y un año más tarde la revista La Draga. Es una etapa de experimentación, ruptura de convencionalismos y libertad creativa en la que compone Arte-factos, Foemas, Wankie y Poesía de superficie. Paulatinamente, el proyecto va perdiendo fuerza y sus energías se dirigen hacia el teatro.
En 1983 crea el grupo Bululú Teatro y Heinrich Böll le autoriza la puesta en escena de la adaptación de su novela Opiniones de un payaso. En 1984 impulsa los Siete días de Teatro Estable en los que se organizan diversas actividades y ese mismo año la Universidad de Cantabria solicita su colaboración para la puesta en marcha de un Aula de Teatro que dirigirá durante dos años. En 1988, en Alicante, junto a otros compañeros forma El Teatre de l'Aigua y en 1989, el grupo Panteatro con Rosa Gil, produciendo teatro para la infancia.
A partir de 1995, también junto a Rosa Gil, organiza recitales poéticos con el título genérico de Poesía en alta voz, interviniendo como intérprete-recitador en numerosos actos. Retoma las performances y como actor colabora habitualmente en diversas producciones audiovisuales de creadores locales: cortos, videoclips, spots, películas y locuciones.

### La experiencia de Cuévano
En 1976 se funda el grupo poético Cuévano. Los promotores son Isaac Cuende, Rafael Gutiérrez-Colomer y José Ramón Saiz Viadero. Con el nombre del grupo se publica una revista que pretende ser el receptáculo inclusivo donde acoger y compartir la poesía, alejado de elitismos o tentaciones culturalistas. Es un instrumento a pie de calle estrictamente cultural donde cabe igualmente la intervención y la protesta. En marzo de 1977 sale el primer número; luego se publicarían tres más, el último en febrero de 1978, dando voz a poetas nuevos, pintores, diseñadores, grupos de cine amateur y a algunos cantautores. El grupo y su proyecto genera un gran movimiento: seminarios de poesía experimental, exposiciones colectivas de pintura y escritura o tertulias que reúnen a muchas personas en torno a una idea de regeneración cultural.

## Obra publicada

### Poesía
- Cordialmente Jesús Cancio. Biografía antológica. Santander: Imprenta Cervantina, 1969.
- Pisando la tierra. En Poemas en carne viva, compartido con Jesús G. Diego. Santander: Ed. S.V., 1971
- Wankie-Tambores africanos. Santander: Ed. Tantín, 1973. ISBN 84-400-5730-X
- Poesía de superficie. Santander, 1979. ISBN 84-300-1533-7
- Tiempo de carnaval (poemas satírico-burlescos), en colaboración con Antonio Montesino. Santander: La Ortiga. Límite, 2003. ISBN 84-88498-74-8
- Contrabando. Poemas súbitos. Ed. Creática. Colección La grúa de piedra, 2010. ISBN 978-84-95210-49-4
- Indocumentados. Carpeta. Poemas para grabados de Eloy Velázquez. Diseño de Carlos Limorti. Santander: Ed. E. Velázquez, 2011
- El Cuervo (versión del poema de E. Allan Poe). Libro de artista con grabados de Eloy Velázquez y diseño de Carlos Limorti. Santander: Ed. E. Velázquez, 2012
- Yacimiento poético. Santander: Universidad de Cantabria, colección Cantabria 4 estaciones, 2016. ISBN 978-84-8102-787-7
- Logomanía metafísica. Santander: Universidad de Cantabria, colección Cantabria 4 estaciones, 2016. ISBN 978-84-8102-788-4
- Con viento fresco. Santander: Puerto de Santander, 2017. ISBN 978-84-944325-5-2

### Poesía publicada en antologías
- Poetas de Cantabria hoy. Torrelavega:  Puntal Libros, 1979. ISBN 978-84-300-1842-0
- Encuentro con la poesía experimental. Pamplona: Euskal Bidea, 1981. ISBN 84-85490-12-6
- Poetas de Cantabria en el aula. Santander: Ediciones Tantín, 1996.  ISBN 978-84-89013-14-8
- Contra las guerras: antología de textos. Santander: Servicio de publicaciones Universidad de Cantabria, 2004. ISBN 978-84-8102-373-2
- Tiempo de poesía: La creación poética en Cantabria 1977-2004. Santander: Obra Social Caja Cantabria, 2004. ISBN 978-84-932707-6-6
- Con tu Piedra. Arte poético de re-existencia". Santander: Centro de Investigación del Medio Ambiente, 2006. ISBN 84-935016-0-3
- Aliendos. Haikus para un mundo sostenible. Santander: Centro de Investigación del Medio Ambiente, 2006. ISBN 84-935016-6-2
- Miradas con voz : saharauis: en tierra prestada. Santander: Cantabria por el Sahara, 2006. ISBN 978-84-611-3283-6
- 25 años de creación poética en Cantabria. Santander: Parlamento de Cantabria, 2006.
- Paz, arte, camino. Santander: Ediciones Universidad de Cantabria, 2009. ISBN 978-84-8102-562-0
- Escrito está: poesía experimental en España.Vitoria: Editorial Artium, 2009. ISBN 978-84-936898-4-1
- Del aire al aire (Antología de poetas cántabros en honor a Pablo Neruda). Santander: Gunther Castanedo Pfeiffer, 2014.
- Patio de recreo. Santander: Creática. La grúa de piedra, 2016. ISBN 978-8495210-72-2

### Otras publicaciones
- Lin (relato) en La esquina azul del tiempo. Santander: Editorial Peonza, 2000. ISBN 978-84-607-0140-8
- Gustavo Soler: huida y vuelta (ponencia) en El exilio republicano en Cantabria. Centro asociado de la UNED de Cantabria, 2001. ISBN 978-84-87478-28-X
- Homérico (relato) en Música porticada 1952-1990. Santander: Editorial Creática, 2008. ISBN 978-84-95210-41-8

### Teatro
- La sucursal / El fémur y el antropoide. Madrid: Asociación de Directores de Escena, 2010. ISBN 978-84-92639-14-4
- Brigada 88 / La Rastra / Dime cómo te mato. Bilbao: Artezblai, 2016. ISBN 978-84-945051-4-0
- Maquis / Pensión Conchita. Bilbao: Artezblai, 2016. ISBN 978-84-945051-5-7
- La sucursal / Casquería fina / La fuga. Bilbao: Artezblai, 2016. ISBN 978-84-945051-6-4

### Teatro inédito
- Orson y Wells
- Altamira
- A las barricadas
- Eros (adaptación)
- Tics (monólogo)
- Chopenover (monólogo)

## Teatro representado
- 1979:  Aviongrafía, estrenada por Teatro Caroca en la UIMP. Dirección Román Calleja. (Autor y actor)
- 1980:  Tripode'r, estrenada por Teatro Caroca en el Teatro Cinema de Santander y en el Teatro Lope de Vega de Sevilla. Dirección Román Calleja. (Autor)
- 1982:  Un bombón, un bombín y un bastón de Guillermo Gentile, representada por Teatro Caroca. Dirección Román Calleja. (Autor de la adaptación y título)
- 1983:  Opiniones de un payaso de Heinrich Böll, estrenada en Teatro Cinema de Santander y en la Casa de España en París. (Autor de la versión dramática con autorización exclusiva del autor y director)
- 1984:  El marinero de Fernando Pessoa. Sala Pedrueca de Santander. Proyecto 7 días de teatro estable. (Autor de la versión, primera en castellano, y director)
- 1984:  Jacobo o la sumisión de E. Ionesco en el Aula de Teatro de la Universidad de Santander. (Dirección y adaptación)
- 1986:  Pin piribín pinpin, estrenada por Teatro Caroca en el Coliseum de Santander. Dirección Román Calleja. (Autor y actor)
- 1986:  El espantapájaros, estrenada por Tex Teatro. (Autor, director y actor)
- 1988:  Cógito de barras, estrenada por Teatre de L'Aigua de Alicante en el Teatro de Almansa. (Autor y director)
- 1988:  La comedia total, teatro de calle representado por Teatro Spiccioli de Suiza. (Autor y director)
- 1990:  La luna lunática, obra para público infantil basada en el texto Narraciones celestes, de Aristarco de Samos, representada por el grupo Panteatro. (Autor, director y actor)
- 1991:  ¡Viva Arlequín! obra para público infantil representada por el grupo Panteatro. (Autor, director y actor)
- 1993:  El reino de Matarile, obra para público infantil representada por el grupo Panteatro. (Autor, director y actor)
- 1993:  Hinterhof, para el Teatro Claque! de Baden (Suiza). (Autor y director)
- 1994:  Arsénico Lupini, rey de los chorizos, obra para público infantil representada por el grupo Panteatro. (Autor, director y actor)
- 1996:  La gata negra, estrenada por Dantea en el FIS de Santander. Palacio de Festivales. (Autor y director)
- 1998:  Sentir Cantabria. Recital Manuel Llano. Representada por el grupo Panteatro (Selección, dramaturgia y lectura)
- 2000:  Mirando al tendido, de Rodolfo Santana. Representada por Producciones Ábrego en el Palacio de Festivales de Cantabria y de gira en Cuba, Venezuela y Guinea Ecuatorial. (Dirección)
- 2005:  La sucursal, producción de La Machina Teatro. Dirección Francisco Valcarce, que recibe el Primer Premio Arcipreste de Hita de Guadalajara al mejor espectáculo y la mejor dirección en el año 2006. La obra se representó en Festivales Internacionales como los de Londrina y Curitiba en Brasil, Oporto y  El Cairo. (Autor)
- 2006:  Beaterías. Teatro de calle para el Año Lebaniego, con la misma compañía. Dirección Jon Ariño. (Autor)
- 2008:  Versos Biodiversos, espectáculo poético musical para La Machina. Dirección Francisco Valcarce. (Selección y dramaturgia)
- 2016: Casquería fina, producción de La Machina Teatro. Dirección Francisco Valcarce. (Autor)
- 2017: Lisístrata. Recreación y versión libérrima de la comedia de Aristófanes. Representada por el Grupo de Teatro de la UC. Dirección Rita Cofiño. (Autor)
- 2019: Pensión Conchita. Representada por el Grupo de Teatro de la UC. Dirección Rita Cofiño. (Autor)
- 2020: LA FUGA. Una etapa con Pantani. Representada por Rita Cofiño Producciones Escénicas. Dirección Rita Cofiño. (Autor)

## Performances
- 2009: Paráfrasis para una alucinación. Ciclo Alucinaciones en el MAS. Enrique Gran y Pío Muriedas. Museo de Bellas Artes de Santander
- 2011: Soliloquio poético. Exposición Primera conjugación de Yolanda Novoa y Manu F. Saro. Biblioteca Central de Cantabria.
- 2014: Cómo explicar los cuadros a Gosig. Exposición Ana Melgosa. Castillo de Argüeso.
- 2014: Ofrenda, para Estudios abiertos con Rafael Muro y Sara Huete. Estudio de Rafael Muro, Santander.
- 2014: Vamos a ver, para A mesa puesta. Exposición Eloy Velázquez y Víctor Alba. Observatorio del Arte de Arnuero
- 2014: Alternativas, para la exposición de Joaquín M. Cano y Alio Uslé. Observatorio de Arte de Arnuero.

## Obras consultadas
- GARCÍA NEGRETE, Ana (2016). Isaac Cuende, entre la libertad y el compromiso. Estudio preliminar en Yacimiento poético. Editorial Universidad de Cantabria. ISBN 978-84-8102-787-7.
- DÍAZ DÍAZ, Julio (2013). Artesanía de olas y de días. La creación   poética en Cantabria entre 1970 y 2000. Santander: Ediciones La Bahía.
- DÍAZ LÓPEZ, Javier et al. (2012). Rafael Gutiérrez-Colomer y su época. Santander: Ediciones La Bahía. ISBN 978-84-939191-2-2.
- MERINO, Paciano (2015). «Isaac Cuende: de la poesía al teatro». Peonza. Revista de Literatura Infantil y Juvenil (nº115).
- SALCINES, Luis; PUENTE, Andrea (2012). Diccionario   Bibliográfico de la Poesía en Cantabria (1970-2010). Santander: Fundación Gerardo Diego. ISBN 978-84-695-6725-8.
- SALCINES, Luis. «Voces poéticas de Cantabria». Archivado desde el original el 23 de septiembre de 2016. Consultado el 10 de agosto de 2016.

- Datos: Q26308803